# Davis Cup 2023 – finále
Finále Davis Cupu 2023 představovalo nejvyšší úroveň Davis Cupu – elitní šestnáctičlennou skupinu, z níž vzešel celkový vítěz 111. ročníku soutěže. Podruhé se konalo ve dvou oddělených termínech. Kanada obhajující titul vypadla ve čtvrtfinále.
Do zářijové skupinové fáze se kvalifikovalo šestnáct účastníků. Čtyřčlenné skupiny proběhly v Bologni, Manchesteru, Splitu a Valencii. Týmy z prvních dvou míst každé skupiny postoupily do listopadové fáze hrané ve španělské Malaze, od čtvrtfinále koncipované vyřazovacím systémem. Do Manchesteru se soutěž vrátila poprvé od roku 1994. Každý mezistátní zápas se hrál jeden den ve formátu dvouher mezi dvojkami a jedničkami týmů a závěrečnou čtyřhrou. Utkání probíhala na dva vítězné sety. Za stavu her 6–6 rozhodoval každou sadu tiebreak, vyjma třetího setu čtyřhry, který měl charakter 10bdového supertiebreaku.
Česko vyhrálo jako první družstvo od zavedení finálového tunaje v roce 2019 všechny zápasy základní skupiny, z toho šest dvouher a tři čtyřhry. Do světového čtvrtfinále postoupilo poprvé od roku 2016.
Po 47 letech získala druhý titul Itálie díky závěrečné výhře 2–0 nad Austrálií, která obhájila finálovou účast z předchozího ročníku. Italové navázali na zisk „salátové mísy“ z roku 1976 a stali se jedenáctým vícenásobným šampionem soutěže. Ve finále se představili poosmé a poprvé od roku 1998. V závěrečné vyřazovací fázi jejich tým tvořili Jannik Sinner, Lorenzo Musetti, Matteo Arnaldi, Lorenzo Sonego a Simone Bolelli. Čtvrtý hráč světa Sinner zůstal neporažen, když zvítězil ve třech dvouhrách a rozhodující semifinálové čtyřhře proti Srbsku. Na prahu vyřazení se Italové ocitli právě v semifinále, kdy měla proti Sinnerovi srbská světová jednička Djoković tři postupové mečboly v řadě. Ani jeden však nevyužila a Sinnerovo vítězství udrželo Italy v soutěži. Celková návštěvnost vyřazovací fáze Final 8 činila 60 753 diváků.

## Skupinová fáze

### Účastníci
Skupinové fáze se mezi 12.–17. zářím 2023 účastnilo šestnáct týmů:
- 2 finalisté 2022 (Kanada, Austrálie)
- 2 týmy na divokou kartu (Itálie, Španělsko)
- 12 vítězů únorového kvalifikačního kola 2023

- Austrálie
- Česko
- Finsko
- Francie
- Chile
- Chorvatsko
- Jižní Korea
- Kanada
- Itálie
- Nizozemsko
- Srbsko
- Španělsko
- Švýcarsko
- Švédsko
- Spojené státy
- Velká Británie

### Nasazení
Nasazení výcházelo z žebříčku ITF vydaného 6. února 2023. Nejvýše nasazeným týmem se stal vítěz předchozího ročníku Kanada a poražený finalista Austrálie druhým nasazeným. 
1. Kanada
2. Austrálie
3. Španělsko
4. Chorvatsko

Každý ze čtyř nejvýše nasazených vedl jednu ze čtyř základních skupin v prvním koši. Zbylých 12 týmů bylo rozděleno na základě aktuálního žebříčku do druhého, třetího a čtvrtého výkonnostního koše. Čtyři hostitelské země – Itálie, Chorvatsko, Španělsko a Velká Británie, měly jistotu účasti ve skupině na domácí půdě. Los se uskutečnil 28. března 2023 v Malaze.

### Soupisky týmů
Kapitáni mohli do výběru nominovat až pět tenistů.
| Soupisky týmů                                                                                                | Soupisky týmů               | Soupisky týmů               | Soupisky týmů           | Soupisky týmů           | Soupisky týmů           | Soupisky týmů           | Soupisky týmů          | Soupisky týmů          | Soupisky týmů          | Soupisky týmů          | Soupisky týmů      | Soupisky týmů |
| Tým | jednička týmu               | jednička týmu               | dvojka týmu             | dvojka týmu             | trojka týmu             | trojka týmu             | čtyřka týmu            | čtyřka týmu            | pětka týmu             | pětka týmu             | kapitán            |               |
| --- | --------------------------- | --------------------------- | ----------------------- | ----------------------- | ----------------------- | ----------------------- | ---------------------- | ---------------------- | ---------------------- | ---------------------- | ------------------ | ------------- |
| Austrálie | Alex de Minaur              | Alex de Minaur              | Max Purcell             | Max Purcell             | Jordan Thompson         | Jordan Thompson         | Thanasi Kokkinakis     | Thanasi Kokkinakis     | Matthew Ebden          | Matthew Ebden          | Lleyton Hewitt     |               |
| Austrálie | 12.                         | 285.                        | 43.                     | 45.                     | 55.                     | 111.                    | 74.                    | 148.                   | —                      | 8.                     | Lleyton Hewitt     |               |
| Česko | Jiří Lehečka                | Jiří Lehečka                | Tomáš Macháč            | Tomáš Macháč            | Jakub Menšík            | Jakub Menšík            | Adam Pavlásek          | Adam Pavlásek          | —                      | —                      | Jaroslav Navrátil  |               |
| Česko | 30.                         | 149.                        | 119.                    | —                       | 151.                    | 514.                    | —                      | 57.                    | —                      | —                      | Jaroslav Navrátil  |               |
| Finsko | Emil Ruusuvuori             | Emil Ruusuvuori             | Otto Virtanen           | Otto Virtanen           | Patrick Kaukovalta      | Patrick Kaukovalta      | Harri Heliövaara       | Harri Heliövaara       | Patrik Niklas-Salminen | Patrik Niklas-Salminen | Jarkko Nieminen    |               |
| Finsko | 57.                         | 402.                        | 125.                    | 343.                    | 988.                    | 796.                    | —                      | 30.                    | —                      | 110.                   | Jarkko Nieminen    |               |
| Francie | Adrian Mannarino            | Adrian Mannarino            | Ugo Humbert             | Ugo Humbert             | Arthur Fils             | Arthur Fils             | Édouard Roger-Vasselin | Édouard Roger-Vasselin | Nicolas Mahut          | Nicolas Mahut          | Sébastien Grosjean |               |
| Francie | 34.                         | 147.                        | 36.                     | —                       | 44.                     | 491.                    | —                      | 11.                    | —                      | 32.                    | Sébastien Grosjean |               |
| Chile | Nicolás Jarry               | Nicolás Jarry               | Cristian Garín          | Cristian Garín          | Tomás Barrios Vera      | Tomás Barrios Vera      | Alejandro Tabilo       | Alejandro Tabilo       | Gonzalo Lama           | Gonzalo Lama           | Nicolás Massú      |               |
| Chile | 22.                         | 332.                        | 103.                    | —                       | 114.                    | 735.                    | 124.                   | 865.                   | 424.                   | 990.                   | Nicolás Massú      |               |
| Chorvatsko                                                                                                   | Borna Gojo                  | Borna Gojo                  | Dino Prižmić            | Dino Prižmić            | Duje Ajduković          | Duje Ajduković          | Ivan Dodig             | Ivan Dodig             | Mate Pavić             | Mate Pavić             | Vedran Martić      |               |
| Chorvatsko                                                                                                   | 77.                         | —                           | 168.                    | 1727.                   | 206.                    | 1330.                   | —                      | 2.                     | —                      | 22.                    | Vedran Martić      |               |
| Itálie | Lorenzo Musetti             | Lorenzo Musetti             | Lorenzo Sonego          | Lorenzo Sonego          | Matteo Arnaldi          | Matteo Arnaldi          | Andrea Vavassori       | Andrea Vavassori       | Simone Bolelli         | Simone Bolelli         | Filippo Volandri   |               |
| Itálie | 18.                         | 284.                        | 38.                     | 183.                    | 47.                     | 579.                    | 139.                   | 42.                    | —                      | 43.                    | Filippo Volandri   |               |
| Jižní Korea                                                                                                  | Kwon Sun-u                  | Kwon Sun-u                  | Hong Song-čchan         | Hong Song-čchan         | Čong Jun-song           | Čong Jun-song           | Nam Či-song            | Nam Či-song            | Song Min-kju           | Song Min-kju           | Kim Jong-jon       |               |
| Jižní Korea                                                                                                  | 112.                        | 503.                        | 194.                    | 642.                    | 316.                    | 144.                    | 640.                   | 126.                   | —                      | 185.                   | Kim Jong-jon       |               |
| Kanada | Denis Shapovalov            | Denis Shapovalov            | Gabriel Diallo          | Gabriel Diallo          | Vasek Pospisil          | Vasek Pospisil          | Alexis Galarneau       | Alexis Galarneau       | Kelsey Stevenson       | Kelsey Stevenson       | Frank Dancevic     |               |
| Kanada | 31.                         | 202.                        | 158.                    | 453.                    | 187.                    | 575.                    | 200.                   | 422.                   | 1248.                  | 247.                   | Frank Dancevic     |               |
| Nizozemsko                                                                                                   | Tallon Griekspoor           | Tallon Griekspoor           | Botic van de Zandschulp | Botic van de Zandschulp | Gijs Brouwer            | Gijs Brouwer            | Wesley Koolhof         | Wesley Koolhof         | Matwé Middelkoop       | Matwé Middelkoop       | Paul Haarhuis      |               |
| Nizozemsko                                                                                                   | 24.                         | 87.                         | 68.                     | 64.                     | 172.                    | 599.                    | —                      | 4.                     | —                      | 34.                    | Paul Haarhuis      |               |
| Srbsko | Novak Djoković              | Novak Djoković              | Laslo Djere             | Laslo Djere             | Miomir Kecmanović       | Miomir Kecmanović       | Dušan Lajović          | Dušan Lajović          | Nikola Ćaćić           | Nikola Ćaćić           | Viktor Troicki     |               |
| Srbsko | 1.                          | —                           | 37.                     | 575.                    | 48.                     | 184.                    | 52.                    | 865.                   | —                      | 62.                    | Viktor Troicki     |               |
| Španělsko | Alejandro Davidovich Fokina | Alejandro Davidovich Fokina | Roberto Bautista Agut   | Roberto Bautista Agut   | Bernabé Zapata Miralles | Bernabé Zapata Miralles | Albert Ramos-Viñolas   | Albert Ramos-Viñolas   | Marcel Granollers      | Marcel Granollers      | David Ferrer       |               |
| Španělsko | 25.                         | 583.                        | 42.                     | —                       | 75.                     | 405.                    | 95.                    | —                      | —                      | 15.                    | David Ferrer       |               |
| Švýcarsko | Stan Wawrinka               | Stan Wawrinka               | Dominic Stricker        | Dominic Stricker        | Marc-Andrea Hüsler      | Marc-Andrea Hüsler      | Leandro Riedi          | Leandro Riedi          | Alexander Ritschard    | Alexander Ritschard    | Severin Lüthi      |               |
| Švýcarsko | 40.                         | 217.                        | 90.                     | 259.                    | 101.                    | 227.                    | 152.                   | 231.                   | 211.                   | 853.                   | Severin Lüthi      |               |
| Švédsko | Elias Ymer                  | Elias Ymer                  | Leo Borg                | Leo Borg                | Karl Friberg            | Karl Friberg            | Filip Bergevi          | Filip Bergevi          | André Göransson        | André Göransson        | Johan Hedsberg     |               |
| Švédsko | 175.                        | —                           | 334.                    | 1314.                   | 391.                    | 1007.                   | 1103.                  | 175.                   | —                      | 71.                    | Johan Hedsberg     |               |
| Spojené státy                                                                                                | Frances Tiafoe              | Frances Tiafoe              | Tommy Paul              | Tommy Paul              | Mackenzie McDonald      | Mackenzie McDonald      | Austin Krajicek        | Austin Krajicek        | Rajeev Ram             | Rajeev Ram             | Bob Bryan          |               |
| Spojené státy                                                                                                | 11.                         | 205.                        | 13.                     | 333.                    | 39.                     | 50.                     | —                      | 1.                     | —                      | 5.                     | Bob Bryan          |               |
| Velká Británie                                                                                               | Cameron Norrie              | Cameron Norrie              | Daniel Evans            | Daniel Evans            | Andy Murray             | Andy Murray             | Jack Draper            | Jack Draper            | Neal Skupski           | Neal Skupski           | Leon Smith         |               |
| Velká Británie                                                                                               | 17.                         | 115.                        | 27.                     | 115.                    | 41.                     | 573.                    | 106.                   | —                      | —                      | 3.                     | Leon Smith         |               |
| Žebříček ATP ve dvouhře a čtyřhře k 11. září 2023 / – nejvýše postavená jednička až pětka ve startovním poli |                             |                             |                         |                         |                         |                         |                        |                        |                        |                        |                    |               |

### Základní skupiny
|  | postup do vyřazovací fáze |

| Skupina | 1. místo       | 1. místo | 1. místo | 1. místo | 2. místo  | 2. místo | 2. místo | 2. místo | 3. místo      | 3. místo | 3. místo | 3. místo | 4. místo    | 4. místo | 4. místo | 4. místo |
| Skupina | tým            | MZ       | U        | S        | tým       | MZ       | U        | S        | tým           | MZ       | U        | S        | tým         | MZ       | U        | S        |
| ------- | -------------- | -------- | -------- | -------- | --------- | -------- | -------- | -------- | ------------- | -------- | -------- | -------- | ----------- | -------- | -------- | -------- |
| A       | Kanada         | 3–0      | 8–1      | 16–4     | Itálie    | 2–1      | 5–4      | 12–11    | Chile         | 1–2      | 4–5      | 11–11    | Švédsko     | 0–3      | 1–8      | 4–17     |
| B       | Velká Británie | 3–0      | 6–3      | 13–11    | Austrálie | 2–1      | 6–3      | 14–6     | Francie       | 1–2      | 5–4      | 12–10    | Švýcarsko   | 0–3      | 1–8      | 4–16     |
| C       | Česko          | 3–0      | 9–0      | 18–4     | Srbsko    | 2–1      | 6–3      | 13–8     | Španělsko     | 1–2      | 2–7      | 6–14     | Jižní Korea | 0–3      | 1–8      | 6–17     |
| D       | Nizozemsko     | 2–1      | 5–4      | 13–11    | Finsko    | 2–1      | 6–3      | 13–9     | Spojené státy | 1–2      | 3–6      | 9–14     | Chorvatsko  | 1–2      | 4–5      | 11–12    |

### Skupina A
| Poř.    | Tým     | mez. zápasy | utkání | sety  | % setů | hry     | % her |
| ------- | ------- | ----------- | ------ | ----- | ------ | ------- | ----- |
| 1.      | Kanada  | 3–0         | 8–1    | 16–4  | 80 %   | 123–100 | 55 %  |
| 2       | Itálie  | 2–1         | 5–4    | 12–11 | 52 %   | 121–116 | 51 %  |
| 3.      | Chile   | 1–2         | 4–5    | 11–11 | 50 %   | 116–115 | 50 %  |
| 4.      | Švédsko | 0–3         | 1–8    | 4–17  | 19 %   | 93–122  | 43 %  |
| Bologna |         |             |        |       |        |         |       |

#### Švédsko vs. Chile
| | Švédsko | 0 :                                                                   | 3    | Chile |     |  |
| --- | ------- | --------------------------------------------------------------------- | ---- | ----- | --- |  |
| Unipol Arena, Bologna 12. září 2023 |         |                                                                       |      |       |     |  |
| \| \| \| \| 1. \| 2. \| 3. \| \| \| -- \| \| --------------------------------------------------------------------- \| ---- \| --- \| --- \| \| \| 1. \| \| Leo Borg Cristian Garín \| 6 78 \| 6 3 \| 5 7 \| \| \| 2. \| \| Elias Ymer Nicolás Jarry \| 2 6 \| 4 6 \| \| \| \| 3. \| \| Filip Bergevi / André Göransson Tomás Barrios Vera / Alejandro Tabilo \| 4 6 \| 5 7 \| \| \| \| \| \| \| \| \| \| \| \| \| \| \| \| \| \| \| \| \| \| \| \| \| \| \| \| \| \| \| \| \| \| \| \| \| \| \| \| \| \| \| |         |                                                                       |      |       |     |  |
| |         |                                                                       | 1.   | 2.    | 3.  |  |
| 1. |         | Leo Borg Cristian Garín                                               | 6 78 | 6 3   | 5 7 |  |
| 2. |         | Elias Ymer Nicolás Jarry                                              | 2 6  | 4 6   |     |  |
| 3. |         | Filip Bergevi / André Göransson Tomás Barrios Vera / Alejandro Tabilo | 4 6  | 5 7   |     |  |
| |         |                                                                       |      |       |     |  |
| |         |                                                                       |      |       |     |  |
| |         |                                                                       |      |       |     |  |
| |         |                                                                       |      |       |     |  |
| |         |                                                                       |      |       |     |  |

#### Kanada vs. Itálie
| | Kanada | 3 :                                                               | 0      | Itálie |      |  |
| --- | ------ | ----------------------------------------------------------------- | ------ | ------ | ---- |  |
| Unipol Arena, Bologna 13. září 2023 |        |                                                                   |        |        |      |  |
| \| \| \| \| 1. \| 2. \| 3. \| \| \| -- \| \| ----------------------------------------------------------------- \| ------ \| --- \| ---- \| \| \| 1. \| \| Alexis Galarneau Lorenzo Sonego \| 710 68 \| 6 4 \| \| \| \| 2. \| \| Gabriel Diallo Lorenzo Musetti \| 7 5 \| 6 4 \| \| \| \| 3. \| \| Alexis Galarneau / Vasek Pospisil Simone Bolelli / Matteo Arnaldi \| 64 7 \| 6 4 \| 7 63 \| \| \| \| \| \| \| \| \| \| \| \| \| \| \| \| \| \| \| \| \| \| \| \| \| \| \| \| \| \| \| \| \| \| \| \| \| \| \| \| \| \| |        |                                                                   |        |        |      |  |
| |        |                                                                   | 1.     | 2.     | 3.   |  |
| 1. |        | Alexis Galarneau Lorenzo Sonego                                   | 710 68 | 6 4    |      |  |
| 2. |        | Gabriel Diallo Lorenzo Musetti                                    | 7 5    | 6 4    |      |  |
| 3. |        | Alexis Galarneau / Vasek Pospisil Simone Bolelli / Matteo Arnaldi | 64 7   | 6 4    | 7 63 |  |
| |        |                                                                   |        |        |      |  |
| |        |                                                                   |        |        |      |  |
| |        |                                                                   |        |        |      |  |
| |        |                                                                   |        |        |      |  |
| |        |                                                                   |        |        |      |  |

#### Kanada vs. Švédsko
| | Kanada | 3 :                                                               | 0      | Švédsko |     |  |
| --- | ------ | ----------------------------------------------------------------- | ------ | ------- | --- |  |
| Unipol Arena, Bologna 14. září 2023 |        |                                                                   |        |         |     |  |
| \| \| \| \| 1. \| 2. \| 3. \| \| \| -- \| \| ----------------------------------------------------------------- \| ------ \| ---- \| --- \| \| \| 1. \| \| Vasek Pospisil Leo Borg \| 7 65 \| 5 7 \| 6 2 \| \| \| 2. \| \| Gabriel Diallo Elias Ymer \| 6 4 \| 6 3 \| \| \| \| 3. \| \| Alexis Galarneau / Vasek Pospisil Filip Bergevi / André Göransson \| 711 69 \| 7 63 \| \| \| \| \| \| \| \| \| \| \| \| \| \| \| \| \| \| \| \| \| \| \| \| \| \| \| \| \| \| \| \| \| \| \| \| \| \| \| \| \| \| \| |        |                                                                   |        |         |     |  |
| |        |                                                                   | 1.     | 2.      | 3.  |  |
| 1. |        | Vasek Pospisil Leo Borg                                           | 7 65   | 5 7     | 6 2 |  |
| 2. |        | Gabriel Diallo Elias Ymer                                         | 6 4    | 6 3     |     |  |
| 3. |        | Alexis Galarneau / Vasek Pospisil Filip Bergevi / André Göransson | 711 69 | 7 63    |     |  |
| |        |                                                                   |        |         |     |  |
| |        |                                                                   |        |         |     |  |
| |        |                                                                   |        |         |     |  |
| |        |                                                                   |        |         |     |  |
| |        |                                                                   |        |         |     |  |

#### Itálie vs. Chile
| | Itálie | 3 :                                                                    | 0    | Chile |      |  |
| --- | ------ | ---------------------------------------------------------------------- | ---- | ----- | ---- |  |
| Unipol Arena, Bologna 15. září 2023 |        |                                                                        |      |       |      |  |
| \| \| \| \| 1. \| 2. \| 3. \| \| \| -- \| \| ---------------------------------------------------------------------- \| ---- \| --- \| ---- \| \| \| 1. \| \| Matteo Arnaldi Cristian Garín \| 2 6 \| 6 4 \| 6 3 \| \| \| 2. \| \| Lorenzo Sonego Nicolás Jarry \| 3 6 \| 7 5 \| 6 4 \| \| \| 3. \| \| Lorenzo Musetti / Lorenzo Sonego Tomás Barrios Vera / Alejandro Tabilo \| 63 7 \| 6 3 \| 7 62 \| \| \| \| \| \| \| \| \| \| \| \| \| \| \| \| \| \| \| \| \| \| \| \| \| \| \| \| \| \| \| \| \| \| \| \| \| \| \| \| \| \| |        |                                                                        |      |       |      |  |
| |        |                                                                        | 1.   | 2.    | 3.   |  |
| 1. |        | Matteo Arnaldi Cristian Garín                                          | 2 6  | 6 4   | 6 3  |  |
| 2. |        | Lorenzo Sonego Nicolás Jarry                                           | 3 6  | 7 5   | 6 4  |  |
| 3. |        | Lorenzo Musetti / Lorenzo Sonego Tomás Barrios Vera / Alejandro Tabilo | 63 7 | 6 3   | 7 62 |  |
| |        |                                                                        |      |       |      |  |
| |        |                                                                        |      |       |      |  |
| |        |                                                                        |      |       |      |  |
| |        |                                                                        |      |       |      |  |
| |        |                                                                        |      |       |      |  |

#### Kanada vs. Chile
| | Kanada | 2 :                                                                     | 1   | Chile |    |  |
| --- | ------ | ----------------------------------------------------------------------- | --- | ----- | -- |  |
| Unipol Arena, Bologna 16. září 2023 |        |                                                                         |     |       |    |  |
| \| \| \| \| 1. \| 2. \| 3. \| \| \| -- \| \| ----------------------------------------------------------------------- \| --- \| ----- \| -- \| \| \| 1. \| \| Alexis Galarneau Alejandro Tabilo \| 6 3 \| 7 65 \| \| \| \| 2. \| \| Gabriel Diallo Nicolás Jarry \| 4 6 \| 4 6 \| \| \| \| 3. \| \| Alexis Galarneau / Vasek Pospisil Tomás Barrios Vera / Alejandro Tabilo \| 6 3 \| 79 67 \| \| \| \| \| \| \| \| \| \| \| \| \| \| \| \| \| \| \| \| \| \| \| \| \| \| \| \| \| \| \| \| \| \| \| \| \| \| \| \| \| \| \| |        |                                                                         |     |       |    |  |
| |        |                                                                         | 1.  | 2.    | 3. |  |
| 1. |        | Alexis Galarneau Alejandro Tabilo                                       | 6 3 | 7 65  |    |  |
| 2. |        | Gabriel Diallo Nicolás Jarry                                            | 4 6 | 4 6   |    |  |
| 3. |        | Alexis Galarneau / Vasek Pospisil Tomás Barrios Vera / Alejandro Tabilo | 6 3 | 79 67 |    |  |
| |        |                                                                         |     |       |    |  |
| |        |                                                                         |     |       |    |  |
| |        |                                                                         |     |       |    |  |
| |        |                                                                         |     |       |    |  |
| |        |                                                                         |     |       |    |  |

#### Itálie vs. Švédsko
| | Itálie | 2 :                                                              | 1   | Švédsko |          |  |
| --- | ------ | ---------------------------------------------------------------- | --- | ------- | -------- |  |
| Unipol Arena, Bologna 17. září 2023 |        |                                                                  |     |         |          |  |
| \| \| \| \| 1. \| 2. \| 3. \| \| \| -- \| \| ---------------------------------------------------------------- \| --- \| ---- \| -------- \| \| \| 1. \| \| Matteo Arnaldi Leo Borg \| 6 4 \| 6 3 \| \| \| \| 2. \| \| Lorenzo Sonego Elias Ymer \| 6 4 \| 6 4 \| \| \| \| 3. \| \| Simone Bolelli / Lorenzo Musetti Filip Bergevi / André Göransson \| 6 4 \| 64 7 \| [8] [10] \| \| \| \| \| \| \| \| \| \| \| \| \| \| \| \| \| \| \| \| \| \| \| \| \| \| \| \| \| \| \| \| \| \| \| \| \| \| \| \| \| \| |        |                                                                  |     |         |          |  |
| |        |                                                                  | 1.  | 2.      | 3.       |  |
| 1. |        | Matteo Arnaldi Leo Borg                                          | 6 4 | 6 3     |          |  |
| 2. |        | Lorenzo Sonego Elias Ymer                                        | 6 4 | 6 4     |          |  |
| 3. |        | Simone Bolelli / Lorenzo Musetti Filip Bergevi / André Göransson | 6 4 | 64 7    | [8] [10] |  |
| |        |                                                                  |     |         |          |  |
| |        |                                                                  |     |         |          |  |
| |        |                                                                  |     |         |          |  |
| |        |                                                                  |     |         |          |  |
| |        |                                                                  |     |         |          |  |

### Skupina B
| Poř.       | Tým            | mez. zápasy | utkání | sety  | % setů | hry     | % her |
| ---------- | -------------- | ----------- | ------ | ----- | ------ | ------- | ----- |
| 1.         | Velká Británie | 3–0         | 6–3    | 13–11 | 54 %   | 129–122 | 51 %  |
| 2.         | Austrálie      | 2–1         | 6–3    | 14–6  | 70 %   | 113–94  | 55 %  |
| 3.         | Francie        | 1–2         | 5–4    | 12–10 | 55 %   | 117–106 | 52 %  |
| 4.         | Švýcarsko      | 0–3         | 1–8    | 4–16  | 20 %   | 78–115  | 40 %  |
| Manchester |                |             |        |       |        |         |       |

#### Francie vs. Švýcarsko
| | Francie | 3 :                                                                       | 0   | Švýcarsko |     |  |
| --- | ------- | ------------------------------------------------------------------------- | --- | --------- | --- |  |
| AO Arena, Manchester 12. září 2023 |         |                                                                           |     |           |     |  |
| \| \| \| \| 1. \| 2. \| 3. \| \| \| -- \| \| ------------------------------------------------------------------------- \| --- \| --- \| --- \| \| \| 1. \| \| Adrian Mannarino Dominic Stricker \| 3 6 \| 6 1 \| 6 4 \| \| \| 2. \| \| Ugo Humbert Stan Wawrinka \| 6 4 \| 6 4 \| \| \| \| 3. \| \| Nicolas Mahut / Édouard Roger-Vasselin Marc-Andrea Hüsler / Stan Wawrinka \| 6 2 \| 6 2 \| \| \| \| \| \| \| \| \| \| \| \| \| \| \| \| \| \| \| \| \| \| \| \| \| \| \| \| \| \| \| \| \| \| \| \| \| \| \| \| \| \| \| |         |                                                                           |     |           |     |  |
| |         |                                                                           | 1.  | 2.        | 3.  |  |
| 1. |         | Adrian Mannarino Dominic Stricker                                         | 3 6 | 6 1       | 6 4 |  |
| 2. |         | Ugo Humbert Stan Wawrinka                                                 | 6 4 | 6 4       |     |  |
| 3. |         | Nicolas Mahut / Édouard Roger-Vasselin Marc-Andrea Hüsler / Stan Wawrinka | 6 2 | 6 2       |     |  |
| |         |                                                                           |     |           |     |  |
| |         |                                                                           |     |           |     |  |
| |         |                                                                           |     |           |     |  |
| |         |                                                                           |     |           |     |  |
| |         |                                                                           |     |           |     |  |

#### Austrálie vs. Velká Británie
| | Austrálie | 1 :                                                     | 2     | Velká Británie |      |  |
| --- | --------- | ------------------------------------------------------- | ----- | -------------- | ---- |  |
| AO Arena, Manchester 13. září 2023 |           |                                                         |       |                |      |  |
| \| \| \| \| 1. \| 2. \| 3. \| \| \| -- \| \| ------------------------------------------------------- \| ----- \| --- \| ---- \| \| \| 1. \| \| Thanasi Kokkinakis Jack Draper \| 78 66 \| 3 6 \| 64 7 \| \| \| 2. \| \| Alex de Minaur Daniel Evans \| 1 6 \| 6 2 \| 4 6 \| \| \| 3. \| \| Matthew Ebden / Max Purcell Daniel Evans / Neal Skupski \| 7 65 \| 6 4 \| \| \| \| \| \| \| \| \| \| \| \| \| \| \| \| \| \| \| \| \| \| \| \| \| \| \| \| \| \| \| \| \| \| \| \| \| \| \| \| \| \| \| |           |                                                         |       |                |      |  |
| |           |                                                         | 1.    | 2.             | 3.   |  |
| 1. |           | Thanasi Kokkinakis Jack Draper                          | 78 66 | 3 6            | 64 7 |  |
| 2. |           | Alex de Minaur Daniel Evans                             | 1 6   | 6 2            | 4 6  |  |
| 3. |           | Matthew Ebden / Max Purcell Daniel Evans / Neal Skupski | 7 65  | 6 4            |      |  |
| |           |                                                         |       |                |      |  |
| |           |                                                         |       |                |      |  |
| |           |                                                         |       |                |      |  |
| |           |                                                         |       |                |      |  |
| |           |                                                         |       |                |      |  |

#### Austrálie vs. Francie
| | Austrálie | 2 :                                                                | 1    | Francie |    |  |
| --- | --------- | ------------------------------------------------------------------ | ---- | ------- | -- |  |
| AO Arena, Manchester 14. září 2023 |           |                                                                    |      |         |    |  |
| \| \| \| \| 1. \| 2. \| 3. \| \| \| -- \| \| ------------------------------------------------------------------ \| ---- \| --- \| -- \| \| \| 1. \| \| Max Purcell Adrian Mannarino \| 64 7 \| 4 6 \| \| \| \| 2. \| \| Alex de Minaur Ugo Humbert \| 7 62 \| 6 3 \| \| \| \| 3. \| \| Matthew Ebden / Max Purcell Nicolas Mahut / Édouard Roger-Vasselin \| 7 5 \| 6 3 \| \| \| \| \| \| \| \| \| \| \| \| \| \| \| \| \| \| \| \| \| \| \| \| \| \| \| \| \| \| \| \| \| \| \| \| \| \| \| \| \| \| \| |           |                                                                    |      |         |    |  |
| |           |                                                                    | 1.   | 2.      | 3. |  |
| 1. |           | Max Purcell Adrian Mannarino                                       | 64 7 | 4 6     |    |  |
| 2. |           | Alex de Minaur Ugo Humbert                                         | 7 62 | 6 3     |    |  |
| 3. |           | Matthew Ebden / Max Purcell Nicolas Mahut / Édouard Roger-Vasselin | 7 5  | 6 3     |    |  |
| |           |                                                                    |      |         |    |  |
| |           |                                                                    |      |         |    |  |
| |           |                                                                    |      |         |    |  |
| |           |                                                                    |      |         |    |  |
| |           |                                                                    |      |         |    |  |

#### Velká Británie vs. Švýcarsko
| | Velká Británie | 2 :                                                          | 1    | Švýcarsko |     |  |
| --- | -------------- | ------------------------------------------------------------ | ---- | --------- | --- |  |
| AO Arena, Manchester 15. září 2023 |                |                                                              |      |           |     |  |
| \| \| \| \| 1. \| 2. \| 3. \| \| \| -- \| \| ------------------------------------------------------------ \| ---- \| --- \| --- \| \| \| 1. \| \| Andy Murray Leandro Riedi \| 67 9 \| 6 4 \| 6 4 \| \| \| 2. \| \| Cameron Norrie Stan Wawrinka \| 5 7 \| 4 6 \| \| \| \| 3. \| \| Daniel Evans / Neal Skupski Dominic Stricker / Stan Wawrinka \| 6 3 \| 6 3 \| \| \| \| \| \| \| \| \| \| \| \| \| \| \| \| \| \| \| \| \| \| \| \| \| \| \| \| \| \| \| \| \| \| \| \| \| \| \| \| \| \| \| |                |                                                              |      |           |     |  |
| |                |                                                              | 1.   | 2.        | 3.  |  |
| 1. |                | Andy Murray Leandro Riedi                                    | 67 9 | 6 4       | 6 4 |  |
| 2. |                | Cameron Norrie Stan Wawrinka                                 | 5 7  | 4 6       |     |  |
| 3. |                | Daniel Evans / Neal Skupski Dominic Stricker / Stan Wawrinka | 6 3  | 6 3       |     |  |
| |                |                                                              |      |           |     |  |
| |                |                                                              |      |           |     |  |
| |                |                                                              |      |           |     |  |
| |                |                                                              |      |           |     |  |
| |                |                                                              |      |           |     |  |

#### Austrálie vs. Švýcarsko
| | Austrálie | 3 :                                                               | 0   | Švýcarsko |    |  |
| --- | --------- | ----------------------------------------------------------------- | --- | --------- | -- |  |
| AO Arena, Manchester 16. září 2023 |           |                                                                   |     |           |    |  |
| \| \| \| \| 1. \| 2. \| 3. \| \| \| -- \| \| ----------------------------------------------------------------- \| --- \| --- \| -- \| \| \| 1. \| \| Thanasi Kokkinakis Dominic Stricker \| 6 3 \| 7 5 \| \| \| \| 2. \| \| Alex de Minaur Marc-Andrea Hüsler \| 6 4 \| 6 3 \| \| \| \| 3. \| \| Matthew Ebden / Max Purcell Marc-Andrea Hüsler / Dominic Stricker \| 6 2 \| 6 4 \| \| \| \| \| \| \| \| \| \| \| \| \| \| \| \| \| \| \| \| \| \| \| \| \| \| \| \| \| \| \| \| \| \| \| \| \| \| \| \| \| \| \| |           |                                                                   |     |           |    |  |
| |           |                                                                   | 1.  | 2.        | 3. |  |
| 1. |           | Thanasi Kokkinakis Dominic Stricker                               | 6 3 | 7 5       |    |  |
| 2. |           | Alex de Minaur Marc-Andrea Hüsler                                 | 6 4 | 6 3       |    |  |
| 3. |           | Matthew Ebden / Max Purcell Marc-Andrea Hüsler / Dominic Stricker | 6 2 | 6 4       |    |  |
| |           |                                                                   |     |           |    |  |
| |           |                                                                   |     |           |    |  |
| |           |                                                                   |     |           |    |  |
| |           |                                                                   |     |           |    |  |
| |           |                                                                   |     |           |    |  |

#### Velká Británie vs. Francie
| | Velká Británie | 2 :                                                                | 1    | Francie |       |  |
| --- | -------------- | ------------------------------------------------------------------ | ---- | ------- | ----- |  |
| AO Arena, Manchester 17. září 2023 |                |                                                                    |      |         |       |  |
| \| \| \| \| 1. \| 2. \| 3. \| \| \| -- \| \| ------------------------------------------------------------------ \| ---- \| ---- \| ----- \| \| \| 1. \| \| Daniel Evans Arthur Fils \| 3 6 \| 6 3 \| 6 4 \| \| \| 2. \| \| Cameron Norrie Ugo Humbert \| 65 7 \| 6 3 \| 5 7 \| \| \| 3. \| \| Daniel Evans / Neal Skupski Nicolas Mahut / Édouard Roger-Vasselin \| 1 6 \| 7 64 \| 78 66 \| \| \| \| \| \| \| \| \| \| \| \| \| \| \| \| \| \| \| \| \| \| \| \| \| \| \| \| \| \| \| \| \| \| \| \| \| \| \| \| \| \| |                |                                                                    |      |         |       |  |
| |                |                                                                    | 1.   | 2.      | 3.    |  |
| 1. |                | Daniel Evans Arthur Fils                                           | 3 6  | 6 3     | 6 4   |  |
| 2. |                | Cameron Norrie Ugo Humbert                                         | 65 7 | 6 3     | 5 7   |  |
| 3. |                | Daniel Evans / Neal Skupski Nicolas Mahut / Édouard Roger-Vasselin | 1 6  | 7 64    | 78 66 |  |
| |                |                                                                    |      |         |       |  |
| |                |                                                                    |      |         |       |  |
| |                |                                                                    |      |         |       |  |
| |                |                                                                    |      |         |       |  |
| |                |                                                                    |      |         |       |  |

### Skupina C
| Poř.     | Tým         | mez. zápasy | utkání | sety | % setů | hry     | % her |
| -------- | ----------- | ----------- | ------ | ---- | ------ | ------- | ----- |
| 1.       | Česko       | 3–0         | 9–0    | 18–4 | 82 %   | 130–100 | 57 %  |
| 2.       | Srbsko      | 2–1         | 6–3    | 13–8 | 62 %   | 110–101 | 52 %  |
| 3.       | Španělsko   | 1–2         | 2–7    | 6–14 | 30 %   | 99–112  | 47 %  |
| 4.       | Jižní Korea | 0–3         | 1–8    | 6–17 | 26 %   | 103–129 | 44 %  |
| Valencie |             |             |        |      |        |         |       |

#### Srbsko vs. Jižní Korea
| | Srbsko | 3 :                                                         | 0   | Jižní Korea |      |  |
| --- | --- | ----------------------------------------------------------- | --- | ----------- | ---- |  |
| Pavelló Municipal Font de Sant Lluís, Valencie 12. září 2023 | |                                                             |     |             |      |  |
| \| \| \| \| 1. \| 2. \| 3. \| \| \| ----------- \| ---------------------------------------------------------------------------------------------------------------------------------- \| ----------------------------------------------------------- \| --- \| ---- \| ---- \| \| \| 1. \| \| Dušan Lajović Hong Song-čchan \| 6 4 \| 7 63 \| \| \| \| 2. \| \| Laslo Djere Kwon Sun-u \| 4 6 \| 6 2 \| 6 2 \| \| \| 3. \| \| Nikola Ćaćić / Miomir Kecmanović Nam Či-song / Song Min-kju \| 3 6 \| 6 4 \| 7 65 \| \| \| \| \| \| \| \| \| \| \| \| \| \| \| \| \| \| \| \| \| \| \| \| \| \| \| Podrobnosti \| \| \| \| \| \| \| \| \| Předchozí poměr vzájemných zápasů mezi Srbskem a Jižní Koreou činil 1:0, když Srbové vyhráli zápas v základní skupině finále 2022. \| \| \| \| \| \| | |                                                             |     |             |      |  |
| | |                                                             | 1.  | 2.          | 3.   |  |
| 1. | | Dušan Lajović Hong Song-čchan                               | 6 4 | 7 63        |      |  |
| 2. | | Laslo Djere Kwon Sun-u                                      | 4 6 | 6 2         | 6 2  |  |
| 3. | | Nikola Ćaćić / Miomir Kecmanović Nam Či-song / Song Min-kju | 3 6 | 6 4         | 7 65 |  |
| | |                                                             |     |             |      |  |
| | |                                                             |     |             |      |  |
| | |                                                             |     |             |      |  |
| Podrobnosti | |                                                             |     |             |      |  |
| | Předchozí poměr vzájemných zápasů mezi Srbskem a Jižní Koreou činil 1:0, když Srbové vyhráli zápas v základní skupině finále 2022. |                                                             |     |             |      |  |

#### Španělsko vs. Česko
| | Španělsko | 0 :                                                                          | 3    | Česko |     |  |
| --- | --- | ---------------------------------------------------------------------------- | ---- | ----- | --- |  |
| Pavelló Municipal Font de Sant Lluís, Valencie 13. září 2023 | |                                                                              |      |       |     |  |
| \| \| \| \| 1. \| 2. \| 3. \| \| \| ----------- \| ----------------------------------------------------------------------------------------------------------------------------------------------------------------------------------------------------------------------------------------------------------------------------------------------- \| ---------------------------------------------------------------------------- \| ---- \| ---- \| --- \| \| \| 1. \| \| Bernabé Zapata Miralles Tomáš Macháč \| 4 6 \| 4 6 \| \| \| \| 2. \| \| Alejandro Davidovich Fokina Jiří Lehečka \| 65 7 \| 5 7 \| \| \| \| 3. \| \| Alejandro Davidovich Fokina / Marcel Granollers Jakub Menšík / Adam Pavlásek \| 7 5 \| 6 78 \| 4 6 \| \| \| \| \| \| \| \| \| \| \| \| \| \| \| \| \| \| \| \| \| \| \| \| \| \| \| Podrobnosti \| \| \| \| \| \| \| \| \| Předchozí poměr vzájemných zápasů mezi Španělskem a Českem činil 4:4. Výhrou Češi navázali na poslední vítězství z pražského finále 2012. Duely v letech 1931, 1965, 1972 a 1972 čeští tenisté odehráli v týmu Československa.Daviscupový debut prožili Bernabé Zapata Miralles a Jakub Menšík. \| \| \| \| \| \| | |                                                                              |      |       |     |  |
| | |                                                                              | 1.   | 2.    | 3.  |  |
| 1. | | Bernabé Zapata Miralles Tomáš Macháč                                         | 4 6  | 4 6   |     |  |
| 2. | | Alejandro Davidovich Fokina Jiří Lehečka                                     | 65 7 | 5 7   |     |  |
| 3. | | Alejandro Davidovich Fokina / Marcel Granollers Jakub Menšík / Adam Pavlásek | 7 5  | 6 78  | 4 6 |  |
| | |                                                                              |      |       |     |  |
| | |                                                                              |      |       |     |  |
| | |                                                                              |      |       |     |  |
| Podrobnosti | |                                                                              |      |       |     |  |
| | Předchozí poměr vzájemných zápasů mezi Španělskem a Českem činil 4:4. Výhrou Češi navázali na poslední vítězství z pražského finále 2012. Duely v letech 1931, 1965, 1972 a 1972 čeští tenisté odehráli v týmu Československa.Daviscupový debut prožili Bernabé Zapata Miralles a Jakub Menšík. |                                                                              |      |       |     |  |

#### Česko vs. Jižní Korea
| | Česko                                                                                              | 3 :                                                     | 0      | Jižní Korea |     |  |
| --- | -------------------------------------------------------------------------------------------------- | ------------------------------------------------------- | ------ | ----------- | --- |  |
| Pavelló Municipal Font de Sant Lluís, Valencie 14. září 2023 | |                                                         |        |             |     |  |
| \| \| \| \| 1. \| 2. \| 3. \| \| \| ----------- \| -------------------------------------------------------------------------------------------------- \| ------------------------------------------------------- \| ------ \| ---- \| --- \| \| \| 1. \| \| Tomáš Macháč Hong Song-čchan \| 710 68 \| 4 6 \| 6 2 \| \| \| 2. \| \| Jiří Lehečka Kwon Sun-u \| 6 1 \| 7 5 \| \| \| \| 3. \| \| Jakub Menšík / Adam Pavlásek Nam Či-song / Song Min-kju \| 3 6 \| 7 65 \| 6 4 \| \| \| \| \| \| \| \| \| \| \| \| \| \| \| \| \| \| \| \| \| \| \| \| \| \| \| Podrobnosti \| \| \| \| \| \| \| \| \| Česko a Jižní Korea se v předchozí historii nikdy neutkaly včetně existence československého týmu. \| \| \| \| \| \| | |                                                         |        |             |     |  |
| | |                                                         | 1.     | 2.          | 3.  |  |
| 1. | | Tomáš Macháč Hong Song-čchan                            | 710 68 | 4 6         | 6 2 |  |
| 2. | | Jiří Lehečka Kwon Sun-u                                 | 6 1    | 7 5         |     |  |
| 3. | | Jakub Menšík / Adam Pavlásek Nam Či-song / Song Min-kju | 3 6    | 7 65        | 6 4 |  |
| | |                                                         |        |             |     |  |
| | |                                                         |        |             |     |  |
| | |                                                         |        |             |     |  |
| Podrobnosti | |                                                         |        |             |     |  |
| | Česko a Jižní Korea se v předchozí historii nikdy neutkaly včetně existence československého týmu. |                                                         |        |             |     |  |

#### Španělsko vs. Srbsko
| | Španělsko | 0 :                                                                              | 3   | Srbsko  |    |  |
| --- | --- | -------------------------------------------------------------------------------- | --- | ------- | -- |  |
| Pavelló Municipal Font de Sant Lluís, Valencie 15. září 2023 | |                                                                                  |     |         |    |  |
| \| \| \| \| 1. \| 2. \| 3. \| \| \| ----------- \| ---------------------------------------------------------------------------------------------------------------------------------------------------------------------------------------------------------------------------------------------------------------------------------------------------------------------------------------------------------------------------------------------------------- \| -------------------------------------------------------------------------------- \| --- \| ------- \| -- \| \| \| 1. \| \| Albert Ramos-Viñolas Laslo Djere \| 4 6 \| 4 6 \| \| \| \| 2. \| \| Alejandro Davidovich Fokina Novak Djoković \| 3 6 \| 4 6 \| \| \| \| 3. \| \| Alejandro Davidovich Fokina / Marcel Granollers Nikola Ćaćić / Miomir Kecmanović \| 4 6 \| 613 715 \| \| \| \| \| \| \| \| \| \| \| \| \| \| \| \| \| \| \| \| \| \| \| \| \| \| \| \| Podrobnosti \| \| \| \| \| \| \| \| \| Předchozí poměr vzájemných zápasů mezi Srbskem a Španělskem činil 3:8. Španělé vyhráli poslední předchozí zápas v základní skupině finále 2022.Do zápasu nastoupila světová jednička Novak Djoković v týdnu po zisku rekordního 24. grandslamu na US Open. Na newyorském majoru Djoković prohrál jediné dva sety s týmovou dvojkou Laslem Djerem, který proti němu nevyužil výhodu vedení 2–0 na sety.[27] \| \| \| \| \| \| | |                                                                                  |     |         |    |  |
| | |                                                                                  | 1.  | 2.      | 3. |  |
| 1. | | Albert Ramos-Viñolas Laslo Djere                                                 | 4 6 | 4 6     |    |  |
| 2. | | Alejandro Davidovich Fokina Novak Djoković                                       | 3 6 | 4 6     |    |  |
| 3. | | Alejandro Davidovich Fokina / Marcel Granollers Nikola Ćaćić / Miomir Kecmanović | 4 6 | 613 715 |    |  |
| | |                                                                                  |     |         |    |  |
| | |                                                                                  |     |         |    |  |
| | |                                                                                  |     |         |    |  |
| Podrobnosti | |                                                                                  |     |         |    |  |
| | Předchozí poměr vzájemných zápasů mezi Srbskem a Španělskem činil 3:8. Španělé vyhráli poslední předchozí zápas v základní skupině finále 2022.Do zápasu nastoupila světová jednička Novak Djoković v týdnu po zisku rekordního 24. grandslamu na US Open. Na newyorském majoru Djoković prohrál jediné dva sety s týmovou dvojkou Laslem Djerem, který proti němu nevyužil výhodu vedení 2–0 na sety. |                                                                                  |     |         |    |  |

#### Srbsko vs. Česko
| | Srbsko | 0 :                                                        | 3    | Česko |          |  |
| --- | --- | ---------------------------------------------------------- | ---- | ----- | -------- |  |
| Pavelló Municipal Font de Sant Lluís, Valencie 16. září 2023 | |                                                            |      |       |          |  |
| \| \| \| \| 1. \| 2. \| 3. \| \| \| ----------- \| --------------------------------------------------------------------------------------------------------------------------------------------------------------------------------------------------------------------------------------------------------------------------- \| ---------------------------------------------------------- \| ---- \| ----- \| -------- \| \| \| 1. \| \| Dušan Lajović Jakub Menšík \| 3 6 \| 2 6 \| \| \| \| 2. \| \| Laslo Djere Jiří Lehečka \| 67 9 \| 5 7 \| \| \| \| 3. \| \| Nikola Ćaćić / Novak Djoković Tomáš Macháč / Adam Pavlásek \| 5 7 \| 79 67 \| [3] [10] \| \| \| \| \| \| \| \| \| \| \| \| \| \| \| \| \| \| \| \| \| \| \| \| \| \| \| Podrobnosti \| \| \| \| \| \| \| \| \| Předchozí poměr vzájemných zápasů mezi Srbskem a Českem činil 5:7. Češi navázali na výhru z posledního předchozího střetnutí, bělehradského finále 2013. Duely v letech 1935, 1936, 1937, 1938, 1946, 1947, 1958, 1986 a 1991 odehráli čeští tenisté v týmu Československa. \| \| \| \| \| \| | |                                                            |      |       |          |  |
| | |                                                            | 1.   | 2.    | 3.       |  |
| 1. | | Dušan Lajović Jakub Menšík                                 | 3 6  | 2 6   |          |  |
| 2. | | Laslo Djere Jiří Lehečka                                   | 67 9 | 5 7   |          |  |
| 3. | | Nikola Ćaćić / Novak Djoković Tomáš Macháč / Adam Pavlásek | 5 7  | 79 67 | [3] [10] |  |
| | |                                                            |      |       |          |  |
| | |                                                            |      |       |          |  |
| | |                                                            |      |       |          |  |
| Podrobnosti | |                                                            |      |       |          |  |
| | Předchozí poměr vzájemných zápasů mezi Srbskem a Českem činil 5:7. Češi navázali na výhru z posledního předchozího střetnutí, bělehradského finále 2013. Duely v letech 1935, 1936, 1937, 1938, 1946, 1947, 1958, 1986 a 1991 odehráli čeští tenisté v týmu Československa. |                                                            |      |       |          |  |

#### Španělsko vs. Jižní Korea
| | Španělsko | 2 :                                                                 | 1    | Jižní Korea |          |  |
| --- | --------- | ------------------------------------------------------------------- | ---- | ----------- | -------- |  |
| Pavelló Municipal Font de Sant Lluís, Valencie 17. září 2023 |           |                                                                     |      |             |          |  |
| \| \| \| \| 1. \| 2. \| 3. \| \| \| -- \| \| ------------------------------------------------------------------- \| ---- \| ---- \| -------- \| \| \| 1. \| \| Bernabé Zapata Miralles Hong Song-čchan \| 6 4 \| 7 5 \| \| \| \| 2. \| \| Alejandro Davidovich Fokina Kwon Sun-u \| 6 4 \| 6 4 \| \| \| \| 3. \| \| Marcel Granollers / Albert Ramos-Viñolas Nam Či-song / Song Min-kju \| 7 62 \| 6 78 \| [8] [10] \| \| \| \| \| \| \| \| \| \| \| \| \| \| \| \| \| \| \| \| \| \| \| \| \| \| \| \| \| \| \| \| \| \| \| \| \| \| \| \| \| \| |           |                                                                     |      |             |          |  |
| |           |                                                                     | 1.   | 2.          | 3.       |  |
| 1. |           | Bernabé Zapata Miralles Hong Song-čchan                             | 6 4  | 7 5         |          |  |
| 2. |           | Alejandro Davidovich Fokina Kwon Sun-u                              | 6 4  | 6 4         |          |  |
| 3. |           | Marcel Granollers / Albert Ramos-Viñolas Nam Či-song / Song Min-kju | 7 62 | 6 78        | [8] [10] |  |
| |           |                                                                     |      |             |          |  |
| |           |                                                                     |      |             |          |  |
| |           |                                                                     |      |             |          |  |
| |           |                                                                     |      |             |          |  |
| |           |                                                                     |      |             |          |  |

### Skupina D
| Poř. | Tým           | mez. zápasy | utkání | sety  | % setů | hry     | % her |
| ---- | ------------- | ----------- | ------ | ----- | ------ | ------- | ----- |
| 1.   | Nizozemsko    | 2–1         | 5–4    | 13–11 | 54 %   | 131–120 | 52 %  |
| 2.   | Finsko        | 2–1         | 6–3    | 13–9  | 59 %   | 116–118 | 50 %  |
| 3.   | Spojené státy | 1–2         | 3–6    | 9–14  | 39 %   | 125–124 | 50 %  |
| 4.   | Chorvatsko    | 1–2         | 4–5    | 11–12 | 48 %   | 111–121 | 48 %  |

#### Nizozemsko vs. Finsko
| | Nizozemsko | 2 :                                                                         | 1     | Finsko |     |  |
| --- | ---------- | --------------------------------------------------------------------------- | ----- | ------ | --- |  |
| Arena Gripe, Split 12. září 2023 |            |                                                                             |       |        |     |  |
| \| \| \| \| 1. \| 2. \| 3. \| \| \| -- \| \| --------------------------------------------------------------------------- \| ----- \| ---- \| --- \| \| \| 1. \| \| Botic van de Zandschulp Otto Virtanen \| 60 7 \| 4 6 \| \| \| \| 2. \| \| Tallon Griekspoor Emil Ruusuvuori \| 79 67 \| 6 3 \| \| \| \| 3. \| \| Wesley Koolhof / Matwé Middelkoop Harri Heliövaara / Patrik Niklas-Salminen \| 6 4 \| 65 7 \| 6 3 \| \| \| \| \| \| \| \| \| \| \| \| \| \| \| \| \| \| \| \| \| \| \| \| \| \| \| \| \| \| \| \| \| \| \| \| \| \| \| \| \| \| |            |                                                                             |       |        |     |  |
| |            |                                                                             | 1.    | 2.     | 3.  |  |
| 1. |            | Botic van de Zandschulp Otto Virtanen                                       | 60 7  | 4 6    |     |  |
| 2. |            | Tallon Griekspoor Emil Ruusuvuori                                           | 79 67 | 6 3    |     |  |
| 3. |            | Wesley Koolhof / Matwé Middelkoop Harri Heliövaara / Patrik Niklas-Salminen | 6 4   | 65 7   | 6 3 |  |
| |            |                                                                             |       |        |     |  |
| |            |                                                                             |       |        |     |  |
| |            |                                                                             |       |        |     |  |
| |            |                                                                             |       |        |     |  |
| |            |                                                                             |       |        |     |  |

#### Chorvatsko vs. Spojené státy americké
| | Chorvatsko | 1 :                                                  | 2    | Spojené státy americké |     |  |
| --- | --- | ---------------------------------------------------- | ---- | ---------------------- | --- |  |
| Arena Gripe, Split 13. září 2023 | |                                                      |      |                        |     |  |
| \| \| \| \| 1. \| 2. \| 3. \| \| \| ----------- \| --------------------------------------------------------------------------------------------------------------------------------- \| ---------------------------------------------------- \| ---- \| ----- \| --- \| \| \| 1. \| \| Dino Prižmić Mackenzie McDonald \| 4 6 \| 2 6 \| \| \| \| 2. \| \| Borna Gojo Frances Tiafoe \| 6 4 \| 78 66 \| \| \| \| 3. \| \| Ivan Dodig / Mate Pavić Austin Krajicek / Rajeev Ram \| 65 7 \| 7 63 \| 2 6 \| \| \| \| \| \| \| \| \| \| \| \| \| \| \| \| \| \| \| \| \| \| \| \| \| \| \| Podrobnosti \| \| \| \| \| \| \| \| \| Ve čtyřhře se utkaly deblová světová jednička Austin Krajicek na straně Spojených států a dvojka Ivan Dodig na straně Chorvatska. \| \| \| \| \| \| | |                                                      |      |                        |     |  |
| | |                                                      | 1.   | 2.                     | 3.  |  |
| 1. | | Dino Prižmić Mackenzie McDonald                      | 4 6  | 2 6                    |     |  |
| 2. | | Borna Gojo Frances Tiafoe                            | 6 4  | 78 66                  |     |  |
| 3. | | Ivan Dodig / Mate Pavić Austin Krajicek / Rajeev Ram | 65 7 | 7 63                   | 2 6 |  |
| | |                                                      |      |                        |     |  |
| | |                                                      |      |                        |     |  |
| | |                                                      |      |                        |     |  |
| Podrobnosti | |                                                      |      |                        |     |  |
| | Ve čtyřhře se utkaly deblová světová jednička Austin Krajicek na straně Spojených států a dvojka Ivan Dodig na straně Chorvatska. |                                                      |      |                        |     |  |

#### Nizozemsko vs. Spojené státy americké
| | Nizozemsko | 2 :                                                            | 1    | Spojené státy americké |      |  |
| --- | ---------- | -------------------------------------------------------------- | ---- | ---------------------- | ---- |  |
| Arena Gripe, Split 14. září 2023 |            |                                                                |      |                        |      |  |
| \| \| \| \| 1. \| 2. \| 3. \| \| \| -- \| \| -------------------------------------------------------------- \| ---- \| ---- \| ---- \| \| \| 1. \| \| Botic van de Zandschulp Tommy Paul \| 7 62 \| 6 2 \| \| \| \| 2. \| \| Tallon Griekspoor Frances Tiafoe \| 6 3 \| 67 9 \| 7 63 \| \| \| 3. \| \| Wesley Koolhof / Matwé Middelkoop Austin Krajicek / Rajeev Ram \| 7 65 \| 63 7 \| 3 6 \| \| \| \| \| \| \| \| \| \| \| \| \| \| \| \| \| \| \| \| \| \| \| \| \| \| \| \| \| \| \| \| \| \| \| \| \| \| \| \| \| \| |            |                                                                |      |                        |      |  |
| |            |                                                                | 1.   | 2.                     | 3.   |  |
| 1. |            | Botic van de Zandschulp Tommy Paul                             | 7 62 | 6 2                    |      |  |
| 2. |            | Tallon Griekspoor Frances Tiafoe                               | 6 3  | 67 9                   | 7 63 |  |
| 3. |            | Wesley Koolhof / Matwé Middelkoop Austin Krajicek / Rajeev Ram | 7 65 | 63 7                   | 3 6  |  |
| |            |                                                                |      |                        |      |  |
| |            |                                                                |      |                        |      |  |
| |            |                                                                |      |                        |      |  |
| |            |                                                                |      |                        |      |  |
| |            |                                                                |      |                        |      |  |

#### Chorvatsko vs. Finsko
| | Chorvatsko | 1 :                                                               | 2    | Finsko |     |  |
| --- | ---------- | ----------------------------------------------------------------- | ---- | ------ | --- |  |
| Arena Gripe, Split 15. září 2023 |            |                                                                   |      |        |     |  |
| \| \| \| \| 1. \| 2. \| 3. \| \| \| -- \| \| ----------------------------------------------------------------- \| ---- \| ---- \| --- \| \| \| 1. \| \| Dino Prižmić Otto Virtanen \| 4 6 \| 6 3 \| 3 6 \| \| \| 2. \| \| Borna Gojo Emil Ruusuvuori \| 63 7 \| 4 6 \| \| \| \| 3. \| \| Ivan Dodig / Mate Pavić Harri Heliövaara / Patrik Niklas-Salminen \| 6 4 \| 7 61 \| \| \| \| \| \| \| \| \| \| \| \| \| \| \| \| \| \| \| \| \| \| \| \| \| \| \| \| \| \| \| \| \| \| \| \| \| \| \| \| \| \| \| |            |                                                                   |      |        |     |  |
| |            |                                                                   | 1.   | 2.     | 3.  |  |
| 1. |            | Dino Prižmić Otto Virtanen                                        | 4 6  | 6 3    | 3 6 |  |
| 2. |            | Borna Gojo Emil Ruusuvuori                                        | 63 7 | 4 6    |     |  |
| 3. |            | Ivan Dodig / Mate Pavić Harri Heliövaara / Patrik Niklas-Salminen | 6 4  | 7 61   |     |  |
| |            |                                                                   |      |        |     |  |
| |            |                                                                   |      |        |     |  |
| |            |                                                                   |      |        |     |  |
| |            |                                                                   |      |        |     |  |
| |            |                                                                   |      |        |     |  |

#### Spojené státy americké vs. Finsko
| | Spojené státy americké | 0 :                                                                | 3     | Finsko |          |  |
| --- | ---------------------- | ------------------------------------------------------------------ | ----- | ------ | -------- |  |
| Arena Gripe, Split 16. září 2023 |                        |                                                                    |       |        |          |  |
| \| \| \| \| 1. \| 2. \| 3. \| \| \| -- \| \| ------------------------------------------------------------------ \| ----- \| ---- \| -------- \| \| \| 1. \| \| Mackenzie McDonald Otto Virtanen \| 65 7 \| 6 1 \| 67 9 \| \| \| 2. \| \| Tommy Paul Emil Ruusuvuori \| 61 7 \| 4 6 \| \| \| \| 3. \| \| Austin Krajicek / Rajeev Ram Harri Heliövaara / Patrick Kaukovalta \| 78 66 \| 65 7 \| [8] [10] \| \| \| \| \| \| \| \| \| \| \| \| \| \| \| \| \| \| \| \| \| \| \| \| \| \| \| \| \| \| \| \| \| \| \| \| \| \| \| \| \| \| |                        |                                                                    |       |        |          |  |
| |                        |                                                                    | 1.    | 2.     | 3.       |  |
| 1. |                        | Mackenzie McDonald Otto Virtanen                                   | 65 7  | 6 1    | 67 9     |  |
| 2. |                        | Tommy Paul Emil Ruusuvuori                                         | 61 7  | 4 6    |          |  |
| 3. |                        | Austin Krajicek / Rajeev Ram Harri Heliövaara / Patrick Kaukovalta | 78 66 | 65 7   | [8] [10] |  |
| |                        |                                                                    |       |        |          |  |
| |                        |                                                                    |       |        |          |  |
| |                        |                                                                    |       |        |          |  |
| |                        |                                                                    |       |        |          |  |
| |                        |                                                                    |       |        |          |  |

#### Chorvatsko vs. Nizozemsko
| | Chorvatsko | 2 :                                                           | 1   | Nizozemsko |          |  |
| --- | ---------- | ------------------------------------------------------------- | --- | ---------- | -------- |  |
| Arena Gripe, Split 17. září 2023 |            |                                                               |     |            |          |  |
| \| \| \| \| 1. \| 2. \| 3. \| \| \| -- \| \| ------------------------------------------------------------- \| --- \| ---- \| -------- \| \| \| 1. \| \| Duje Ajduković Botic van de Zandschulp \| 3 6 \| 6 3 \| 5 7 \| \| \| 2. \| \| Borna Gojo Tallon Griekspoor \| 4 6 \| 7 62 \| 6 4 \| \| \| 3. \| \| Duje Ajduković / Mate Pavić Wesley Koolhof / Matwé Middelkoop \| 3 6 \| 6 4 \| [10] [8] \| \| \| \| \| \| \| \| \| \| \| \| \| \| \| \| \| \| \| \| \| \| \| \| \| \| \| \| \| \| \| \| \| \| \| \| \| \| \| \| \| \| |            |                                                               |     |            |          |  |
| |            |                                                               | 1.  | 2.         | 3.       |  |
| 1. |            | Duje Ajduković Botic van de Zandschulp                        | 3 6 | 6 3        | 5 7      |  |
| 2. |            | Borna Gojo Tallon Griekspoor                                  | 4 6 | 7 62       | 6 4      |  |
| 3. |            | Duje Ajduković / Mate Pavić Wesley Koolhof / Matwé Middelkoop | 3 6 | 6 4        | [10] [8] |  |
| |            |                                                               |     |            |          |  |
| |            |                                                               |     |            |          |  |
| |            |                                                               |     |            |          |  |
| |            |                                                               |     |            |          |  |
| |            |                                                               |     |            |          |  |

## Vyřazovací fáze

### Pavouk
|  | Čtvrtfinále           | Čtvrtfinále           | Čtvrtfinále           |                       |                       | Semifinále            | Semifinále            | Semifinále            |                       |                       | Finále                | Finále                | Finále                |                       |                       |
|  |                       |                       |                       |                       |                       |                       |                       |                       |                       |                       |                       |                       |                       |                       |                       |
|  | 21. listopadu, Malaga |                       |                       |                       |                       |                       |                       |                       |                       |                       |                       |                       |                       |                       |                       |
|  |                       | Kanada                | 1                     |                       |                       |                       |                       |                       |                       |                       |                       |                       |                       |                       |                       |
|  |                       | Finsko                | 2                     |                       |                       | 24. listopadu, Malaga | 24. listopadu, Malaga | 24. listopadu, Malaga | 24. listopadu, Malaga | 24. listopadu, Malaga |                       |                       |                       |                       |                       |
|  |                       |                       |                       |                       |                       | Finsko                | 0                     |                       |                       |                       |                       |                       |                       |                       |                       |
|  | 22. listopadu, Malaga | 22. listopadu, Malaga | 22. listopadu, Malaga | 22. listopadu, Malaga |                       |                       | Austrálie             | 2                     |                       |                       |                       |                       |                       |                       |                       |
|  |                       | Česko                 | 1                     |                       |                       |                       |                       |                       |                       |                       |                       |                       |                       |                       |                       |
|  |                       | Austrálie             | 2                     |                       |                       |                       |                       |                       |                       |                       | 26. listopadu, Malaga | 26. listopadu, Malaga | 26. listopadu, Malaga | 26. listopadu, Malaga | 26. listopadu, Malaga |
|  |                       |                       |                       |                       |                       |                       |                       |                       |                       |                       |                       | Austrálie             | 0                     |                       |                       |
|  | 23. listopadu, Malaga | 23. listopadu, Malaga | 23. listopadu, Malaga | 23. listopadu, Malaga | 23. listopadu, Malaga |                       |                       |                       |                       |                       |                       | Itálie                | 2                     |                       |                       |
|  |                       | Itálie                | 2                     |                       |                       |                       |                       |                       |                       |                       |                       |                       |                       |                       |                       |
|  |                       | Nizozemsko            | 1                     |                       |                       | 25. listopadu, Malaga | 25. listopadu, Malaga | 25. listopadu, Malaga | 25. listopadu, Malaga | 25. listopadu, Malaga |                       |                       |                       |                       |                       |
|  |                       |                       |                       |                       |                       | Itálie                | 2                     |                       |                       |                       |                       |                       |                       |                       |                       |
|  | 23. listopadu, Malaga | 23. listopadu, Malaga | 23. listopadu, Malaga | 23. listopadu, Malaga |                       |                       | Srbsko                | 1                     |                       |                       |                       |                       |                       |                       |                       |
|  |                       | Srbsko                | 2                     |                       |                       |                       |                       |                       |                       |                       |                       |                       |                       |                       |                       |
|  |                       | Velká Británie        | 0                     |                       |                       |                       |                       |                       |                       |                       |                       |                       |                       |                       |                       |

### Čtvrtfinále

#### Kanada vs. Finsko
| | Kanada | 1 :                                                                | 2   | Finsko |    |  |
| --- | --- | ------------------------------------------------------------------ | --- | ------ | -- |  |
| Martin Carpena Arena, Malaga 21. listopadu 2023, 16:00 SEČ tvrdý (hala) | |                                                                    |     |        |    |  |
| \| \| \| \| 1. \| 2. \| 3. \| \| \| ----------- \| ---------------------------------------------------------------------------------------------------------------------------------------------- \| ------------------------------------------------------------------ \| --- \| --- \| -- \| \| \| 1. \| \| Milos Raonic Patrick Kaukovalta \| 6 3 \| 7 5 \| \| \| \| 2. \| \| Gabriel Diallo Otto Virtanen \| 4 6 \| 5 7 \| \| \| \| 3. \| \| Alexis Galarneau / Vasek Pospisil Harri Heliövaara / Otto Virtanen \| 5 7 \| 3 6 \| \| \| \| \| \| \| \| \| \| \| \| \| \| \| \| \| \| \| \| \| \| \| \| \| \| \| \| Podrobnosti \| \| \| \| \| \| \| \| \| Předchozí poměr vzájemných zápasů mezi Kanadou a Finskem činil 1:0. Kanaďané vyhráli v úvodním kole zóny A evropského pásma 1966 v Helsinkách. \| \| \| \| \| \| | |                                                                    |     |        |    |  |
| | |                                                                    | 1.  | 2.     | 3. |  |
| 1. | | Milos Raonic Patrick Kaukovalta                                    | 6 3 | 7 5    |    |  |
| 2. | | Gabriel Diallo Otto Virtanen                                       | 4 6 | 5 7    |    |  |
| 3. | | Alexis Galarneau / Vasek Pospisil Harri Heliövaara / Otto Virtanen | 5 7 | 3 6    |    |  |
| | |                                                                    |     |        |    |  |
| | |                                                                    |     |        |    |  |
| | |                                                                    |     |        |    |  |
| Podrobnosti | |                                                                    |     |        |    |  |
| | Předchozí poměr vzájemných zápasů mezi Kanadou a Finskem činil 1:0. Kanaďané vyhráli v úvodním kole zóny A evropského pásma 1966 v Helsinkách. |                                                                    |     |        |    |  |

#### Česko vs. Austrálie
| | Česko | 1 :                                                      | 2   | Austrálie |     |  |
| --- | --- | -------------------------------------------------------- | --- | --------- | --- |  |
| Martin Carpena Arena, Malaga 22. listopadu 2023, 16:00 SEČ tvrdý (hala) | |                                                          |     |           |     |  |
| \| \| \| \| 1. \| 2. \| 3. \| \| \| ----------- \| --------------------------------------------------------------------------------------------------------------------------------------------------------------------------------------------------------------------------------------------------------------------------------------------------------------------------------------------------------------------------------------------------------------------------- \| -------------------------------------------------------- \| --- \| ---- \| --- \| \| \| 1. \| \| Tomáš Macháč Jordan Thompson \| 6 4 \| 7 5 \| \| \| \| 2. \| \| Jiří Lehečka Alex de Minaur \| 6 4 \| 62 7 \| 5 7 \| \| \| 3. \| \| Jiří Lehečka / Adam Pavlásek Matthew Ebden / Max Purcell \| 4 6 \| 5 7 \| \| \| \| \| \| \| \| \| \| \| \| \| \| \| \| \| \| \| \| \| \| \| \| \| \| \| \| Podrobnosti \| \| \| \| \| \| \| \| \| Předchozí poměr vzájemných zápasů mezi Českem a Austrálií činil 1:8. Naposledy vyhráli Australané v melbournském úvodním kole Světové skupny 2017.Za vedení Česka 1–0 chyběli Lehečkovi ve druhém singlu proti de Minaurovi třikrát dva body k postupu týmu. Podání Australana však za stavu 6–4 a 5–3 neprolomil a v dalším gamu, kdy usiloval o uzavření dvouhry i celého mezistátního zápasu, poprvé ztratil servis.[38] \| \| \| \| \| \| | |                                                          |     |           |     |  |
| | |                                                          | 1.  | 2.        | 3.  |  |
| 1. | | Tomáš Macháč Jordan Thompson                             | 6 4 | 7 5       |     |  |
| 2. | | Jiří Lehečka Alex de Minaur                              | 6 4 | 62 7      | 5 7 |  |
| 3. | | Jiří Lehečka / Adam Pavlásek Matthew Ebden / Max Purcell | 4 6 | 5 7       |     |  |
| | |                                                          |     |           |     |  |
| | |                                                          |     |           |     |  |
| | |                                                          |     |           |     |  |
| Podrobnosti | |                                                          |     |           |     |  |
| | Předchozí poměr vzájemných zápasů mezi Českem a Austrálií činil 1:8. Naposledy vyhráli Australané v melbournském úvodním kole Světové skupny 2017.Za vedení Česka 1–0 chyběli Lehečkovi ve druhém singlu proti de Minaurovi třikrát dva body k postupu týmu. Podání Australana však za stavu 6–4 a 5–3 neprolomil a v dalším gamu, kdy usiloval o uzavření dvouhry i celého mezistátního zápasu, poprvé ztratil servis. |                                                          |     |           |     |  |

#### Itálie vs. Nizozemsko
| | Itálie | 2 :                                                               | 1     | Nizozemsko |      |  |
| --- | --- | ----------------------------------------------------------------- | ----- | ---------- | ---- |  |
| Martin Carpena Arena, Malaga 23. listopadu 2023, 10:00 SEČ tvrdý (hala) | |                                                                   |       |            |      |  |
| \| \| \| \| 1. \| 2. \| 3. \| \| \| ----------- \| ------------------------------------------------------------------------------------------------------------------------------------------------- \| ----------------------------------------------------------------- \| ----- \| --- \| ---- \| \| \| 1. \| \| Matteo Arnaldi Botic van de Zandschulp \| 78 66 \| 3 6 \| 67 9 \| \| \| 2. \| \| Jannik Sinner Tallon Griekspoor \| 7 63 \| 6 1 \| \| \| \| 3. \| \| Jannik Sinner / Lorenzo Sonego Tallon Griekspoor / Wesley Koolhof \| 6 3 \| 6 4 \| \| \| \| \| \| \| \| \| \| \| \| \| \| \| \| \| \| \| \| \| \| \| \| \| \| \| \| Podrobnosti \| \| \| \| \| \| \| \| \| Předchozí poměr vzájemných zápasů mezi Itálií a Nizozemskem činil 7:1. Naposledy vyhráli Italové ve druhém kole 1. skupiny euroafrické zóny 2010. \| \| \| \| \| \| | |                                                                   |       |            |      |  |
| | |                                                                   | 1.    | 2.         | 3.   |  |
| 1. | | Matteo Arnaldi Botic van de Zandschulp                            | 78 66 | 3 6        | 67 9 |  |
| 2. | | Jannik Sinner Tallon Griekspoor                                   | 7 63  | 6 1        |      |  |
| 3. | | Jannik Sinner / Lorenzo Sonego Tallon Griekspoor / Wesley Koolhof | 6 3   | 6 4        |      |  |
| | |                                                                   |       |            |      |  |
| | |                                                                   |       |            |      |  |
| | |                                                                   |       |            |      |  |
| Podrobnosti | |                                                                   |       |            |      |  |
| | Předchozí poměr vzájemných zápasů mezi Itálií a Nizozemskem činil 7:1. Naposledy vyhráli Italové ve druhém kole 1. skupiny euroafrické zóny 2010. |                                                                   |       |            |      |  |

#### Srbsko vs. Velká Británie
| | Srbsko | 2 :                                                         | 0    | Velká Británie |    |            |
| --- | --- | ----------------------------------------------------------- | ---- | -------------- | -- | ---------- |
| Martin Carpena Arena, Malaga 23. listopadu 2023, 16:00 SEČ tvrdý (hala) | |                                                             |      |                |    |            |
| \| \| \| \| 1. \| 2. \| 3. \| \| \| ----------- \| ----------------------------------------------------------------------------------------------------------------------------------------------------- \| ----------------------------------------------------------- \| ---- \| ----- \| -- \| ---------- \| \| 1. \| \| Miomir Kecmanović Jack Draper \| 7 62 \| 78 66 \| \| \| \| 2. \| \| Novak Djoković Cameron Norrie \| 6 4 \| 6 4 \| \| \| \| 3. \| \| Novak Djoković / Dušan Lajović Joe Salisbury / Neal Skupski \| \| \| \| nehrálo se \| \| \| \| \| \| \| \| \| \| \| \| \| \| \| \| \| \| \| \| \| \| \| \| \| \| Podrobnosti \| \| \| \| \| \| \| \| \| Předchozí poměr vzájemných zápasů mezi Srbskem a Velkou Británií činil 5:4. Naposledy vyhráli Britové v bělehradském čtvrtfinále Světové skupny 2016. \| \| \| \| \| \| | |                                                             |      |                |    |            |
| | |                                                             | 1.   | 2.             | 3. |            |
| 1. | | Miomir Kecmanović Jack Draper                               | 7 62 | 78 66          |    |            |
| 2. | | Novak Djoković Cameron Norrie                               | 6 4  | 6 4            |    |            |
| 3. | | Novak Djoković / Dušan Lajović Joe Salisbury / Neal Skupski |      |                |    | nehrálo se |
| | |                                                             |      |                |    |            |
| | |                                                             |      |                |    |            |
| | |                                                             |      |                |    |            |
| Podrobnosti | |                                                             |      |                |    |            |
| | Předchozí poměr vzájemných zápasů mezi Srbskem a Velkou Británií činil 5:4. Naposledy vyhráli Britové v bělehradském čtvrtfinále Světové skupny 2016. |                                                             |      |                |    |            |

### Semifinále

#### Finsko vs. Austrálie
| | Finsko                                                   | 0 :                                                                   | 2    | Austrálie |    |            |
| --- | -------------------------------------------------------- | --------------------------------------------------------------------- | ---- | --------- | -- | ---------- |
| Martin Carpena Arena, Malaga 24. listopadu 2023, 16:00 SEČ tvrdý (hala) |                                                          |                                                                       |      |           |    |            |
| \| \| \| \| 1. \| 2. \| 3. \| \| \| ----------- \| -------------------------------------------------------- \| --------------------------------------------------------------------- \| ---- \| --- \| -- \| ---------- \| \| 1. \| \| Otto Virtanen Alexei Popyrin \| 65 7 \| 2 6 \| \| \| \| 2. \| \| Emil Ruusuvuori Alex de Minaur \| 4 6 \| 3 6 \| \| \| \| 3. \| \| Harri Heliövaara / Patrik Niklas-Salminen Matthew Ebden / Max Purcell \| \| \| \| nehrálo se \| \| \| \| \| \| \| \| \| \| \| \| \| \| \| \| \| \| \| \| \| \| \| \| \| \| Podrobnosti \| \| \| \| \| \| \| \| \| V předchozí historii soutěže se oba týmy nikdy neutkaly. \| \| \| \| \| \| |                                                          |                                                                       |      |           |    |            |
| |                                                          |                                                                       | 1.   | 2.        | 3. |            |
| 1. |                                                          | Otto Virtanen Alexei Popyrin                                          | 65 7 | 2 6       |    |            |
| 2. |                                                          | Emil Ruusuvuori Alex de Minaur                                        | 4 6  | 3 6       |    |            |
| 3. |                                                          | Harri Heliövaara / Patrik Niklas-Salminen Matthew Ebden / Max Purcell |      |           |    | nehrálo se |
| |                                                          |                                                                       |      |           |    |            |
| |                                                          |                                                                       |      |           |    |            |
| |                                                          |                                                                       |      |           |    |            |
| Podrobnosti |                                                          |                                                                       |      |           |    |            |
| | V předchozí historii soutěže se oba týmy nikdy neutkaly. |                                                                       |      |           |    |            |

#### Itálie vs. Srbsko
| | Itálie | 2 :                                                               | 1     | Srbsko |     |  |
| --- | --- | ----------------------------------------------------------------- | ----- | ------ | --- |  |
| Martin Carpena Arena, Malaga 25. listopadu 2023, 12:00 SEČ tvrdý (hala) | |                                                                   |       |        |     |  |
| \| \| \| \| 1. \| 2. \| 3. \| \| \| ----------- \| ---------------------------------------------------------------------------------------------------------------------------------------------------------------------------------------------------------------------------------------------------------------------------------------------------------------------------------------------------------------------------------------------------------------------------------------------------------------------------------------------------------------------------------------------------------------------------------------------------------------------------------------------------------------------------------------------------------------------------------------------------------------------------------------------------------------------------------------------------------------------------------- \| ----------------------------------------------------------------- \| ----- \| --- \| --- \| \| \| 1. \| \| Lorenzo Musetti Miomir Kecmanović \| 79 67 \| 2 6 \| 1 6 \| \| \| 2. \| \| Jannik Sinner Novak Djoković \| 6 2 \| 2 6 \| 7 5 \| \| \| 3. \| \| Jannik Sinner / Lorenzo Sonego Novak Djoković / Miomir Kecmanović \| 6 3 \| 6 4 \| \| \| \| \| \| \| \| \| \| \| \| \| \| \| \| \| \| \| \| \| \| \| \| \| \| \| \| Podrobnosti \| \| \| \| \| \| \| \| \| Předchozí poměr vzájemných zápasů mezi Itálií a Srbskem činí 4:3. Srbští tenisté odehráli všechny zápasy mezi lety 1933–1988 v rámci jugoslávského týmu. Naposledy vyhráli Jugoslávci v bělehradském čtvrtfinále Světové skupny 1988.Djoković se Sinnerem navázali na dvě vzájemná utkání z Turnaje mistrů hraného v předchozím týdnu, kde Ital vyhrál ve skupině a Srb v závěrečném finále. V daviscupovém zápase měl Djoković v rozhodující sadě jako první tři mečboly v řadě, když na příjmu vedl 5–4 a 40:0. Sinner však všechny tři brejkboly, znamenající hrozbu vyřazení Italů, odvrátil. Po srovnání her na 5–5 Srbův servis prolomil a utkání dopodával proměněním prvního mečbolu. Djoković v duelu využil jen 2 z 9 brejkbolů (22 %) a Sinner 3 ze 4 takových míčů (75 %). O postupujícím tak rozhodla závěrečná čtyřhra, v níž italský pár vyhrál ve dvou setech.[43] \| \| \| \| \| \| | |                                                                   |       |        |     |  |
| | |                                                                   | 1.    | 2.     | 3.  |  |
| 1. | | Lorenzo Musetti Miomir Kecmanović                                 | 79 67 | 2 6    | 1 6 |  |
| 2. | | Jannik Sinner Novak Djoković                                      | 6 2   | 2 6    | 7 5 |  |
| 3. | | Jannik Sinner / Lorenzo Sonego Novak Djoković / Miomir Kecmanović | 6 3   | 6 4    |     |  |
| | |                                                                   |       |        |     |  |
| | |                                                                   |       |        |     |  |
| | |                                                                   |       |        |     |  |
| Podrobnosti | |                                                                   |       |        |     |  |
| | Předchozí poměr vzájemných zápasů mezi Itálií a Srbskem činí 4:3. Srbští tenisté odehráli všechny zápasy mezi lety 1933–1988 v rámci jugoslávského týmu. Naposledy vyhráli Jugoslávci v bělehradském čtvrtfinále Světové skupny 1988.Djoković se Sinnerem navázali na dvě vzájemná utkání z Turnaje mistrů hraného v předchozím týdnu, kde Ital vyhrál ve skupině a Srb v závěrečném finále. V daviscupovém zápase měl Djoković v rozhodující sadě jako první tři mečboly v řadě, když na příjmu vedl 5–4 a 40:0. Sinner však všechny tři brejkboly, znamenající hrozbu vyřazení Italů, odvrátil. Po srovnání her na 5–5 Srbův servis prolomil a utkání dopodával proměněním prvního mečbolu. Djoković v duelu využil jen 2 z 9 brejkbolů (22 %) a Sinner 3 ze 4 takových míčů (75 %). O postupujícím tak rozhodla závěrečná čtyřhra, v níž italský pár vyhrál ve dvou setech. |                                                                   |       |        |     |  |

### Finále

#### Austrálie vs. Itálie
| | Austrálie | 0 :                                                         | 2   | Itálie |     |            |
| --- | --- | ----------------------------------------------------------- | --- | ------ | --- | ---------- |
| Martin Carpena Arena, Malaga 26. listopadu 2023, 16:00 SEČ tvrdý (hala) | |                                                             |     |        |     |            |
| \| \| \| \| 1. \| 2. \| 3. \| \| \| ----------- \| ------------------------------------------------------------------------------------------------------------------------------------------------------------------------------------------------------------------------------------------------------------------------------------------------------------------------------------------------------------------------------------------------ \| ----------------------------------------------------------- \| --- \| --- \| --- \| ---------- \| \| 1. \| \| Alexei Popyrin Matteo Arnaldi \| 5 7 \| 6 2 \| 4 6 \| \| \| 2. \| \| Alex de Minaur Jannik Sinner \| 3 6 \| 0 6 \| \| \| \| 3. \| \| Matthew Ebden / Max Purcell Simone Bolelli / Lorenzo Sonego \| \| \| \| nehrálo se \| \| \| \| \| \| \| \| \| \| \| \| \| \| \| \| \| \| \| \| \| \| \| \| \| \| Podrobnosti \| \| \| \| \| \| \| \| \| Předchozí poměr vzájemných zápasů mezi Austrálií a Itálií činil 8:4. Poprvé vyhráli Italové v roce 1928 a naposledy Australané ve čtvrtfinále Světové skupiny 1993. Austrálie získala mezi lety 1907–2003 dvacet osm trofejí. Porážkou obhájila finálovou účast z roku 2022.Itále vyhrála druhý titul v osmém finále, jímž navázala na titul z roku 1976. Finále si zahrála poprvé od roku 1998. \| \| \| \| \| \| | |                                                             |     |        |     |            |
| | |                                                             | 1.  | 2.     | 3.  |            |
| 1. | | Alexei Popyrin Matteo Arnaldi                               | 5 7 | 6 2    | 4 6 |            |
| 2. | | Alex de Minaur Jannik Sinner                                | 3 6 | 0 6    |     |            |
| 3. | | Matthew Ebden / Max Purcell Simone Bolelli / Lorenzo Sonego |     |        |     | nehrálo se |
| | |                                                             |     |        |     |            |
| | |                                                             |     |        |     |            |
| | |                                                             |     |        |     |            |
| Podrobnosti | |                                                             |     |        |     |            |
| | Předchozí poměr vzájemných zápasů mezi Austrálií a Itálií činil 8:4. Poprvé vyhráli Italové v roce 1928 a naposledy Australané ve čtvrtfinále Světové skupiny 1993. Austrálie získala mezi lety 1907–2003 dvacet osm trofejí. Porážkou obhájila finálovou účast z roku 2022.Itále vyhrála druhý titul v osmém finále, jímž navázala na titul z roku 1976. Finále si zahrála poprvé od roku 1998. |                                                             |     |        |     |            |

### Vítěz
| Vítěz Davis Cupu 2023 |
| --------------------- |
| Itálie druhý titul    |

### Finanční odměny
Odměny týmům činily 9,6 milionu dolarů. Vítězný tým obdržel rekordních 2,4 milionu dolarů. Podruhé v řadě se jednalo o částky odpovídající odměnám v závěrečné fázi ženského finále Billie Jean King Cupu 2023.
| Vítěz       | finalista   | semifinalisté | čtvrtfinalisté |
| ----------- | ----------- | ------------- | -------------- |
| 2 400 000 $ | 1 440 000 $ | 960 000 $     | 480 000 $      |

### Soupisky týmů
Osm týmů zahrnovalo 39 tenistů, v nichž bylo pět bývalých vítězů Davis Cupu a jeden šampion grandslamové dvouhry, úřadující světová jednička Novak Djoković. Kapitáni mohli do výběru nominovat až pět tenistů.
| Soupisky týmů | Soupisky týmů         | Soupisky týmů         | Soupisky týmů           | Soupisky týmů           | Soupisky týmů      | Soupisky týmů      | Soupisky týmů     | Soupisky týmů     | Soupisky týmů          | Soupisky týmů          | Soupisky týmů     | Soupisky týmů |
| Tým | jednička týmu         | jednička týmu         | dvojka týmu             | dvojka týmu             | trojka týmu        | trojka týmu        | čtyřka týmu       | čtyřka týmu       | pětka týmu             | pětka týmu             | kapitán           |               |
| --- | --------------------- | --------------------- | ----------------------- | ----------------------- | ------------------ | ------------------ | ----------------- | ----------------- | ---------------------- | ---------------------- | ----------------- | ------------- |
| Austrálie | Alex de Minaur        | Alex de Minaur        | Alexei Popyrin          | Alexei Popyrin          | Max Purcell        | Max Purcell        | Jordan Thompson   | Jordan Thompson   | Matthew Ebden          | Matthew Ebden          | Lleyton Hewitt    |               |
| Austrálie | 12.                   | 176.                  | 40.                     | 258.                    | 45.                | 35.                | 56.               | 105.              | —                      | 4.                     | Lleyton Hewitt    |               |
| Česko | Jiří Lehečka          | Jiří Lehečka          | Tomáš Macháč            | Tomáš Macháč            | Jakub Menšík       | Jakub Menšík       | Adam Pavlásek     | Adam Pavlásek     | —                      | —                      | Jaroslav Navrátil |               |
| Česko | 31.                   | 147.                  | 78.                     | —                       | 147.               | 546.               | —                 | 56.               | —                      | —                      | Jaroslav Navrátil |               |
| Finsko | Emil Ruusuvuori       | Emil Ruusuvuori       | Otto Virtanen           | Otto Virtanen           | Patrick Kaukovalta | Patrick Kaukovalta | Harri Heliövaara  | Harri Heliövaara  | Patrik Niklas-Salminen | Patrik Niklas-Salminen | Jarkko Nieminen   |               |
| Finsko | 69.                   | 419.                  | 171.                    | 389.                    | 782.               | 715.               | —                 | 29.               | —                      | 123.                   | Jarkko Nieminen   |               |
| Itálie | Jannik Sinner         | Jannik Sinner         | Lorenzo Musetti         | Lorenzo Musetti         | Matteo Arnaldi     | Matteo Arnaldi     | Lorenzo Sonego    | Lorenzo Sonego    | Simone Bolelli         | Simone Bolelli         | Filippo Volandri  |               |
| Itálie | 4.                    | 500.                  | 27.                     | 280.                    | 44.                | 570.               | 47.               | 243.              | —                      | 55.                    | Filippo Volandri  |               |
| Kanada | Félix Auger-Aliassime | Félix Auger-Aliassime | Gabriel Diallo          | Gabriel Diallo          | Alexis Galarneau   | Alexis Galarneau   | Milos Raonic      | Milos Raonic      | Vasek Pospisil         | Vasek Pospisil         | Frank Dancevic    |               |
| Kanada | 29.                   | 163.                  | 139.                    | 382.                    | 203.               | 548.               | 318.              | —                 | 434.                   | 570.                   | Frank Dancevic    |               |
| Nizozemsko | Tallon Griekspoor     | Tallon Griekspoor     | Botic van de Zandschulp | Botic van de Zandschulp | Gijs Brouwer       | Gijs Brouwer       | Wesley Koolhof    | Wesley Koolhof    | Jean-Julien Rojer      | Jean-Julien Rojer      | Paul Haarhuis     |               |
| Nizozemsko | 23.                   | 109.                  | 51.                     | 83.                     | 164.               | 444.               | —                 | 8.                | —                      | 18.                    | Paul Haarhuis     |               |
| Srbsko | Novak Djoković        | Novak Djoković        | Laslo Djere             | Laslo Djere             | Dušan Lajović      | Dušan Lajović      | Miomir Kecmanović | Miomir Kecmanović | Hamad Medjedović       | Hamad Medjedović       | Viktor Troicki    |               |
| Srbsko | 1.                    | —                     | 33.                     | 570.                    | 46.                | 851.               | 55.               | 158.              | 111.                   | 1358.                  | Viktor Troicki    |               |
| Velká Británie | Cameron Norrie        | Cameron Norrie        | Jack Draper             | Jack Draper             | Liam Broady        | Liam Broady        | Joe Salisbury     | Joe Salisbury     | Neal Skupski           | Neal Skupski           | Leon Smith        |               |
| Velká Británie | 18.                   | 193.                  | 60.                     | —                       | 103.               | 236.               | —                 | 7.                | —                      | 9.                     | Leon Smith        |               |
| Žebříček ATP ve dvouhře a čtyřhře k 20. listopadu 2023 / – nejvýše postavená jednička až pětka ve startovním poli |                       |                       |                         |                         |                    |                    |                   |                   |                        |                        |                   |               |